# 渝万高速铁路
渝万高速铁路，又称新渝万客运专线，是中国一条规划中的连接重庆市主城区与万州区的高速铁路，与已经开通运营的渝万城际铁路一起，共同组成郑渝高速铁路的万州至重庆段，同时也是沿江高铁通道和西渝高速铁路东线的重要组成部分，线路全长251公里，设计时速350公里。
巫山桂花特大桥

## 历史
2020年11月7日，重庆市发展和改革委员会发布消息称，渝万高铁可行性研究报告获国铁集团和重庆市发改委批复。11月9日，渝万高铁开工建设。
2021年3月30日，新建重庆至万州高速铁路环境影响评价第一次公示。6月1日，环境影响评价第二次公示。8月20日，重庆市生态环境局批准渝万高铁环境影响评价文件。
2022年3月，项目初步设计获批。4月，万州北等3站站房及相关工程初步设计。9月29日，渝万铁路公司召开渝万高铁站前工程开工动员会。
2023年6月12日，渝万高铁全线首座隧道张家村隧道顺利贯通。
2024年1月24日，高达150.5米的中国在建高铁无砟轨道最高墩，渝万高铁蔡家沟双线特大桥15#墩完成封顶。